# Marco Carra (cestista)
Marco Carra (Reggio Emilia, 9 aprile 1980) è un ex cestista italiano.

## Carriera
Cresciuto nel vivaio della Pallacanestro Reggiana, è soprannominato dai tifosi "Lupo". La paternità del soprannome è attribuita a Sergio Smer-ieri, all'epoca coach delle giovanili reggiane. Carra debutta in serie A nella stagione 1998-99 con la stessa Pallacanestro Reggiana, squadra in cui milita fino al 2002 quando decide di firmare per Montegranaro, all'epoca formazione di Serie B d'Eccellenza. A Montegranaro resta due anni, dopodiché nel 2004 passa alla Juvecaserta.
Nel 2005 fa il suo ritorno alla Pallacanestro Reggiana, giocando per due anni in Serie A: dopo la retrocessione in Legadue degli emiliani, Carra rimane in categoria venendo prestato a Teramo dove è riserva di Giuseppe Poeta. Nella stagione 2008-09 vive un'ulteriore annata coi colori biancorossi reggiani, prima di trasferirsi in Serie A Dilettanti ad Omegna. Nella stagione 2011-12 viene ingaggiato dalla Pallacanestro Trieste in Divisione Nazionale A di cui nelle stagioni successive diventerà capitano. Il 13 maggio 2015, dopo aver segnato 24 punti nella decisiva gara-5 dei playoff persa contro Brescia 69-55, annuncia il ritiro ufficiale dal basket giocato.

## Statistiche

### Nazionale
| Cronologia completa delle presenze e dei punti in Nazionale - Italia | Cronologia completa delle presenze e dei punti in Nazionale - Italia | Cronologia completa delle presenze e dei punti in Nazionale - Italia | Cronologia completa delle presenze e dei punti in Nazionale - Italia | Cronologia completa delle presenze e dei punti in Nazionale - Italia | Cronologia completa delle presenze e dei punti in Nazionale - Italia | Cronologia completa delle presenze e dei punti in Nazionale - Italia | Cronologia completa delle presenze e dei punti in Nazionale - Italia |
| Data                                                                 | Città                                                                | In casa                                                              | Risultato                                                            | Ospiti                                                               | Competizione                                                         | Punti                                                                | Note                                                                 |
| -------------------------------------------------------------------- | -------------------------------------------------------------------- | -------------------------------------------------------------------- | -------------------------------------------------------------------- | -------------------------------------------------------------------- | -------------------------------------------------------------------- | -------------------------------------------------------------------- | -------------------------------------------------------------------- |
| 04/06/2007                                                           | Porto San Giorgio                                                    | Italia                                                               | 74 - 68                                                              | Slovacchia                                                           | Torneo amichevole                                                    | 4                                                                    |                                                                      |
| 05/06/2007                                                           | San Benedetto del Tronto                                             | Italia                                                               | 88 - 71                                                              | Rep. Ceca                                                            | Torneo amichevole                                                    | 15                                                                   |                                                                      |
| 06/06/2007                                                           | Porto San Giorgio                                                    | Italia                                                               | 88 - 78                                                              | Croazia                                                              | Torneo amichevole                                                    | 3                                                                    |                                                                      |
| 15/06/2007                                                           | Xiaolan                                                              | Cina                                                                 | 69 - 74                                                              | Italia                                                               | Torneo amichevole                                                    | 0                                                                    |                                                                      |
| 16/06/2007                                                           | Foshan                                                               | Italia                                                               | 70 - 68                                                              | Croazia                                                              | Torneo amichevole                                                    | 3                                                                    |                                                                      |
| 17/06/2007                                                           | Xinhui                                                               | Italia                                                               | 54 - 75                                                              | Australia                                                            | Torneo amichevole                                                    | 0                                                                    |                                                                      |
| 19/06/2007                                                           | Zhuhai                                                               | Cina                                                                 | 79 - 87                                                              | Italia                                                               | Torneo amichevole                                                    | 12                                                                   |                                                                      |
| 20/06/2007                                                           | Zhongshan                                                            | Italia                                                               | 64 - 63                                                              | Australia                                                            | Torneo amichevole                                                    | 5                                                                    |                                                                      |
| 21/06/2007                                                           | Guzhen                                                               | Italia                                                               | 91 - 97                                                              | Croazia                                                              | Torneo amichevole                                                    | 12                                                                   |                                                                      |
| Totale                                                               |                                                                      | Presenze                                                             | 9                                                                    |                                                                      | Punti                                                                | 54                                                                   |                                                                      |

## Palmarès
- Serie B d'Eccellenza: 1

Sutor Montegranaro: 2003-04
- Divisione Nazionale A: 1

Trieste: 2011-12